# Прекмурская гибаница
Прекмурская гибаница (словен. Prekmurska gibanica) ― блюдо словенской кухни, одна из разновидностей балканской гибаницы. Это блюдо происходит из Прекмурья, небольшого региона Словении со значительным венгерским и цыганским меньшинством. В 2010 году прекмурская гибаница получила статус национального деликатеса в Словении.

## Описание
Обычно прекмурская гибаница имеет восемь слоёв (может быть и больше) и четыре начинки, идущие в таком порядке: семена мака, творог, молотые грецкие орехи и тёртые яблоки. Между начинками располагаются коржи, для максимальной сочности пропитанные сладкой сметаной и сливками. Прекмурская гибаница подаётся в качестве десерта на национальных праздничных мероприятиях.
Раньше гибаницу пекли исключительно в круглых глиняных горшочках.

## История
Первое упоминание о прекмурской гибанице относится к 1828 году, когда писатель Йожеф Косич в эссе Croaten und Wenden in Ungern описывал словенскую свадьбу (по-прекмурски gostüvanje): «Свадьба никогда не проводится без гибаницы <…> Она делается следующим образом: тесто раскатывают до тонкого состояния, посыпают капустой, репой или творогом. Потом так же посыпают второй слой теста. Таким образом, составляют 10 или 11 таких слоев, и получается сразу бросающийся в глаза пирог».
Также рецепт прекмурской гибаницы можно встретить в этнографическом исследовании Вилко Новака «Ljudska prehrana v Prekmurju» («Народная кухня в Прекмурье») 1947 года и в книге Ивана Возеля «Slovenske narodne jedi» («Словенские национальные блюда») 1964 года.
Прекмурская гибаница представляла Словению в культурном мероприятии Café Europe в 2006 году.